# Tällistock (2580 m)

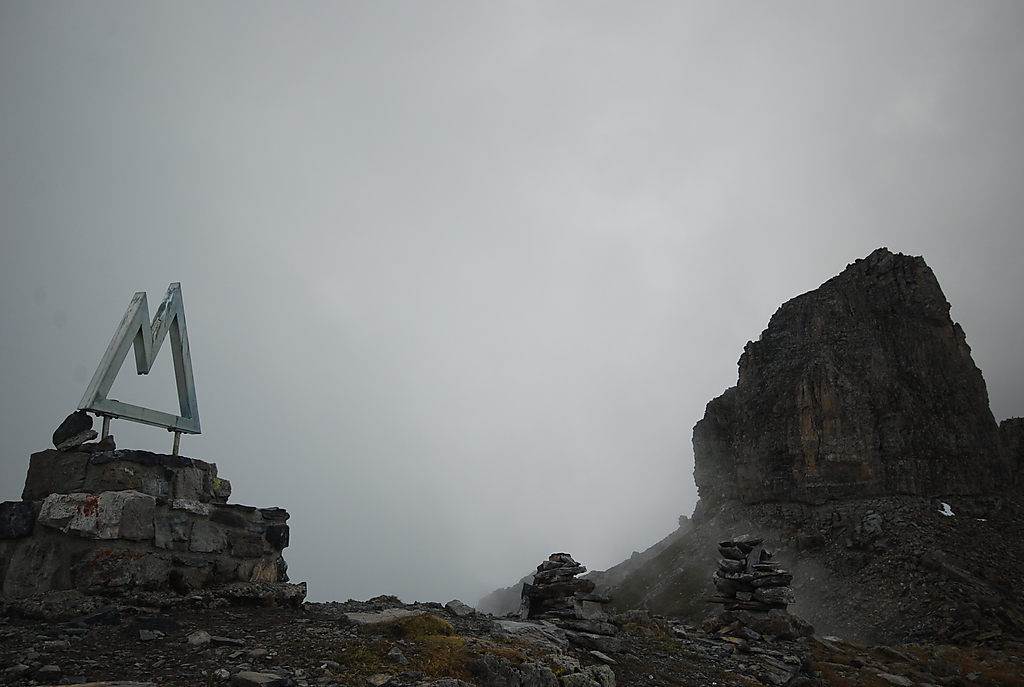
Tällistock

Der Tällistock (früher auch Tellistock) ist ein Berg im Schweizer Kanton Bern.
Der Gipfel liegt auf dem Gebiet der Gemeinde Innertkirchen und hat eine Höhe von 2580 m ü. M.